# Барон
Баро́н (старофр. baron, от позднелат. barō — свободный человек, воин, от древнегерманского baro — мужчина) — в средневековой феодальной Западной Европе крупный владетельный дворянин и феодальный сеньор, позднее просто почётный дворянский титул. Женщина — бароне́сса. Например, титул барона в Англии (где он сохраняется и поныне) — это титул младшего пэра, и располагается в иерархической системе ниже титула виконта, занимая последнее место в иерархии титулов высшего дворянства (пэров); в Германии этот титул стоял ниже графского.

## История титула
В Германии изначально титул барона присваивался членам рыцарских родов, которые — не имея владетельных прав, — пользовались земельными наделами и/или жалованными фиксированными доходами «ленами» непосредственно от императора. С XV века титул барона стал даваться и дворянским родам, находившимся в вассальной зависимости от второстепенных владетельных домов. В силу этого, титул барона (фрайгерр) по рангу, занял место ниже графского. Аналогичное положение существовало в Австрии, Англии и Франции, где баронский титул стоял ниже виконта, графа, маркиза и герцога, а также всех сыновей маркизов, герцогов и старших сыновей графов.

## Великобритания
В Англии до норманнского завоевания титул барона был только феодальным, но с появлением постоянного парламента трансформировался в наследственный дворянский титул: монарх мог даровать пэрство через письменный вызов в палату лордов. Значение феодальных повинностей постепенно снижалось и они были полностью отменены актом парламента Англии от 1660 года. В настоящее время наследственный титул барона присваивается только членам королевской семьи, а наиболее распространён титул пожизненного пэра в ранге барона, который даётся политикам и общественным деятелям с целью вызова в палату лордов.
В Шотландии бароны не принадлежали к пэрству и были феодальными сеньорами с правом ограниченной криминальной и гражданской судебной юрисдикции в своих феодах, и на своё усмотрение назначали судей, прокуроров и судебных чиновников. Феодальное право было формально упразднено в Шотландии Актом Парламента только с 28 ноября 2004 года. Все шотландские феодальные бароны утратили права на владение и судопроизводство, которые они имели на основании своего баронского статуса. Титул барона был отделён от бывших феодальных земельных владений и юрисдикции, на которых базировался до 28 ноября 2004 года, и переведён в разряд обычных наследуемых дворянских титулов. В настоящее время титул барона Шотландии сохранён (на основании ст. 63 упомянутого Акта) за теми, кто владел им до 28 ноября 2004, и является самым младшим рангом титулованного дворянства Шотландии.

## Польша
В Польше этот титул получали светские сановники, такие как канцлер, воевода, каштеляны, скарбники, подкомории, судьи, стольники, подстольники, чашники, подчашники, ловчие, конюшие, имели титул баронов или комитов (comes), который по наследству переходил на мужское потомство. В виде княжеских пожалований они получали земельные владения с оседлым населением и верховной властью над подданными, получали различные дани.

## В Российской империи
В Российской империи титул барона был введён Петром I, первым его получил в 1710 П. П. Шафиров. Затем были пожалованы А. И. Остерман (1721), А. Г., Н. Г. и С. Г. Строгановы (1722), А.-Э. Штамбкен (1726). Роды подразделялись на российские, прибалтийские и иностранные.

### Российские роды
В Российской империи титул преимущественно жаловался финансистам и промышленникам, а также лицам недворянского происхождения (например, банкиры де Смет (1772), И. Ю. Фредерикс (1773), Р. Сутерланд (1788) и др. (всего 31 фамилия)).

### Прибалтийские роды
Со включением в состав Российской империи Прибалтийского края и признанием прав и преимуществ лифляндского (1710), эстляндского (1712) и курляндского (1728—1747) дворянства, оно было причислено к российскому. Право на титул в Прибалтике было признано в 1846 году за теми фамилиями, которые к моменту присоединения территории к России были записаны в дворянские матрикулы и именовались в них баронами (например фон Бэр, фон Ветберг, фон Врангель, фон Рихтер, фон Оргис-Рутенберг, фон Клюхтцнер, фон Коскуль, фон Неттельгорст).

### Иностранные роды
Иностранных баронских фамилий в Российской империи насчитывалось 88.
Во-первых, это обладавшие титулами других государств, принявшие российское подданство (например, Боде (Священная Римская империя, 1839 и 1842), фон Беллинсгаузен (Швеция, 1865), фон Дельвиг (Швеция, 1868), Жомини (Франция, 1847), Остен-Дризен (Бранденбург, 1894), Рейские-Дубениц (Богемия, 1857).
Во-вторых, это российские подданные, получившие баронский титул в иностранных государствах (например, фон Аш (Священная Римская империя, 1762), фон Розен (Священная Римская империя, 1802), Толь (Австрия, 1814), Кёне (Рейсс (старшей линии), 1862).
Баронское достоинство достигалось также присоединением (с разрешения императора) титула и фамилии родственного или свойственного баронского рода, не имевшего прямых потомков мужского пола (Гершау-Флотов, 1898; Местмахер-Будде, 1902)
Был только один случай присоединения к баронской фамилии почётной приставки: И. И. Меллер-Закомельский, 1789.
Бароны пользовались правом на обращение «ваше благородие» (как и нетитулованные дворяне) или «господин барон», рода заносились в 5-ю часть дворянских родословных книг.
В конце XIX века в России было учтено около 240 баронских родов (включая угасшие), преимущественно представителей остзейского (прибалтийского) дворянства; вновь выдано грамот на баронское достоинство: в 1881—1895 годах — 45, в 1895—1907 — 171.
Титул был ликвидирован Декретом ВЦИК и Совнаркома от 11 ноября 1917 года.

## В Японской империи
Дансяку — баронское достоинство (от китайского титула нань) в составе кадзоку, высшей японской аристократии в 1884—1947 гг. Приравнен к старшей и младшей степени IV класса (сёсии, дзюсии). Всего 409 пожалований.

## В современной Европе
В современной Европе доныне сохранилась практика возведения во дворянство и присвоения дворянских титулов, включая баронский, королём Бельгии, королём Испании, князем Лихтенштейна. Ранее присвоенные титулы, включая наследственные и благоприобретенные (то есть те, права на которые были доказаны и впоследствии официально признаны), официально признаются во всех монархиях Европы, а также Сан-Марино и Финляндией.
Во Франции титулы, которые были наследственными при одном из монархических режимов в истории страны, считаются частью юридического имени гражданина, которое передается по наследству в соответствии с их первоначальными правами (поскольку они переходят только по мужской линии). Титул не может стать законной частью имени путем самопровозглашения или длительного использования, не будучи до этого наследственным при монархии, и имеет право на такую же защиту во французских гражданских и уголовных судах, что и гражданское имя, даже если не предоставляет ни привилегий, ни приоритета. Регулирование использования титулов осуществляется бюро Министерства юстиции, которое может проверить и разрешить заявителю законное использование титула в официальных документах, таких как свидетельства о рождении.
В Германии дворянские титулы после Ноябрьской революции 1918 года были упразднены, но вошли в состав фамилии как её часть. В Австрии использование титулов даже в качестве части фамилии запрещено законодательно.

## В армянском языке
Во время существования Киликийского армянского государства слово барон посредством французского проникло в армянский язык. Это объясняется тесными связями Киликии с европейскими государствами. Оно стало обозначать понятие «господин» (з.-арм. պարոն, баро́н) (см. Бердатер парон). Из западноармянского языка слово попало и в восточноармянский язык, но из-за звучания буквы Պ как 'п' стало произноситься как паро́н. Таким образом, в современных армянских литературных языках (и в западном и восточном) это слово является единственным обозначением понятия «господин».

## «Бароны» у цыган
В русской речи глав цыганских общин принято называть «баронами». Сами цыгане используют это слово почти исключительно при общении с нецыганами (гаджо), называя так не только главу, но и выборного представителя, и любого старейшину — такая путаница из-за созвучия титула с цыганским выражением ром ба́ро (букв. «важный цыган»), обозначающим и глав, и представителей, и старейшин. В цыганском языке и культуре титула барона как такового нет из-за отсутствия наследной аристократии.
В русском языке слово «барон» по отношению к главам цыганских общин стало употребляться после появления оперетты «Цыганский барон».
Барон как нарицательное имя используется также при контактах цыган с органами государственной власти. Некоторым представителям цыганской общины даже выдают «удостоверения цыганского барона», якобы избираемого советом цыган и имеющим право представительствовать в органах государственной власти от имени цыганского народа. На самом деле такие удостоверения не имеют юридической силы. У цыган не существует каких-либо советов и выборных должностей, также как и не существует должности «барон» в Российской Федерации.